# Raionul Kulîkivka, Cernihiv
Kulîkivka (în ucraineană Куликівський район, transliterat: Kulîkivskîi raion) este un raion în regiunea Cernigău, Ucraina. Reședința sa este așezarea de tip urban Kulîkivka.

## Demografie
Componența lingvistică a raionului Kulîkivka
     Ucraineană (97,97%)
     Rusă (1,71%)
     Alte limbi (0,19%)
Conform recensământului din 2001, majoritatea populației raionului Kulîkivka era vorbitoare de ucraineană (97,97%), existând în minoritate și vorbitori de rusă (1,71%).